# Jean-René Cazeneuve
Pour les articles homonymes, voir Cazeneuve.
Jean-René Cazeneuve, né le 9 juin 1958 à Paris, est un homme politique français.
Lors des élections législatives de 2017, il est élu député de La République en marche pour la 1re circonscription du Gers puis réélu lors des législatives de 2022 et de 2024.

## Biographie

### Formation
Ingénieur diplômé de l'École centrale de Marseille en 1982, Jean-René Cazeneuve obtient, en 1985, le MBA d'HEC Paris.

### Parcours professionnel
Il a travaillé successivement chez Saint-Gobain, Compaq, Cisco, Apple et Bouygues Telecom.
Il est directeur général d'Apple France, Europe centrale, Moyen-Orient et Afrique entre mars 2001 et 2004.
Chez Bouygues Telecom de 2004 à 2017, il en est le directeur général adjoint à partir de 2010.
Il est le président de la commission de surveillance de la Caisse des dépôts et consignations.

### Parcours politique
Il s'engage en politique à partir de 2014, dans le Gers, en étant élu conseiller municipal d'Auch puis vice-président de la communauté d'agglomération Grand Auch Cœur de Gascogne, chargé du numérique. [réf. nécessaire][réf. nécessaire]
En 2017, il est investi comme candidat par La République en marche aux élections législatives pour la première circonscription du Gers. Il remporte le scrutin au second tour face au candidat socialiste Francis Dupouey, avec 59,25 % des voix.
À l'Assemblée nationale, il siège au sein de la commission des Finances, de l'Économie générale et du Contrôle budgétaire ; il est notamment rapporteur spécial de la mission budgétaire « Relations avec les collectivités territoriales ».
Le 20 décembre 2017, il est élu président de la Délégation aux collectivités territoriales et à la décentralisation nouvellement créée.
Candidat à sa réélection lors des législatives de 2022, il se qualifie pour le second tour le 12 juin ; il est réélu le 19 juin avec 52,51 % des voix.
Il est nommé rapporteur général de la Commission des Finances, de l'Économie générale et du Contrôle budgétaire le 30 juin 2022.
Il défend ainsi un projet de loi de finances rectificative comprenant la possibilité pour les employeurs de racheter les RTT de leurs employés et le rehaussement pérenne du plafond de défiscalisation des heures supplémentaires. La gauche et les syndicats dénoncent ce texte portant selon eux atteinte aux 35 heures.
Il est également à l'origine de la modification législative concernant la hausse du taux de la taxe sur les logements vacants. La loi de finances pour 2023 ajoute ainsi une nouvelle catégorie de communes à la liste de celles soumises à la TLV.
Pressenti pour être nommé ministre des Comptes publics lors du remaniement de juillet 2023, il refuse le poste « pour une somme de raisons personnelles ».
Il est de nouveau candidat à sa propre succession à la suite de la dissolution de l’Assemblée nationale en juin 2024, décidée par Emmanuel Macron. Il est réélu pour un troisième mandat en battant le candidat du Rassemblement national avec 58,48 % des voix.

## Vie privée

### Famille
Il est marié et père de trois enfants, dont Pierre Cazeneuve, député des Hauts-de-Seine depuis 2022, ainsi que Marguerite Cazeneuve, directrice déléguée de l'Assurance maladie et compagne de l'ancien ministre Aurélien Rousseau.

### Patrimoine
Il détient, en 2023, pour 353 000 euros d'actions au sein du groupe Bouygues. Il est aussi propriétaire, conjointement avec son fils Pierre Cazeneuve, d'une société civile immobilière d'une valeur estimée à 600 000 euros.

## Accusations d'intimidation
Le 11 décembre 2023, à l'issue du vote de l'Assemblée nationale en faveur de la motion de rejet du projet de loi sur l'immigration, Jean-René Cazeneuve aurait dit à Cyrielle Chatelain, députée de la 2e circonscription de l'Isère et présidente du groupe parlementaire des écologistes : « Tu seras tondue à la Libération pour avoir voté avec le RN. »
Cyrielle Chatelain dénonce ces propos et affirme, dans un courrier à la présidente de l'Assemblée, Yaël Braun-Pivet : « Dans et hors micro, les intimidations sexistes ne peuvent être tolérées dans notre Assemblée. » Olivier Faure, secrétaire général du Parti socialiste et député, dit avoir été témoin de la scène, tout comme d'autres députés, issus et de la Nupes mais aussi de Renaissance. De son côté, Jean-René Cazeneuve « dément formellement » avoir tenu ces propos.
Saisi par Cyrielle Chatelain, le Bureau de l'Assemblée nationale annonce se saisir d'une éventuelle sanction mais, sans preuve matérielle des propos qui auraient été tenus, et jugeant qu'il s'agit d'« une parole contre une autre », il décide de ne pas prononcer de sanction à l'égard de Jean-René Cazeneuve.